# Ninove
Ninove là một thành phố và đô thị tọa lạc ở vùng Flanders, một trong ba vùng của Bỉ, và trong tỉnh Oost-Vlaanderen. Đô thị này nằm bên sông Dender, bao gồm thành phố Ninove và sau vụ sáp nhập năm 1976 gồm các thị xã Appelterre-Eichem, Aspelare, Denderwindeke, Lieferinge, Meerbeke, Nederhasselt, Neigem, Okegem, Outer, Pollare và Voorde. Tại thời điểm ngày 1 tháng 1 năm 2006 Ninove có tổng dân số 35.651 người. Tổng diện tích là 72,57 km² với mật độ dân số là 491 người trên mỗi km².

## Dân địa phương nổi tiếng
- Johan Evenepoel, nhà soạn nhạc
- Romain Gijssels, tuyển thủ đua xe đạp
- Frans Hemerijckx, bác sĩ
- Willy Roggeman, nhà văn nhạc sĩ jazz
- Wesley Sonck, cầu thủ bóng đá